# Радослав Јовић
Радослав Јовић (6. април 1957) је српски политичар и лекар. Био је посланик у Народној скупштини Србије између 1997. и 2008. године, првобитно у Српском покрету обнове (СПО), а касније у отцепљеном Српском демократском покрету обнове (СДПО). Такође је био градоначелник Краљева од 2003. до 2005. године. Године 2014, Јовић се вратио у скупштину као члан Српске напредне странке (СРС).

## Рани живот и каријера
Јовић је рођен у Краљеву, тадашњем делу Социјалистичке Републике Србије у саставу Федеративне Народне Републике Југославије. Обучавао се за лекара и бавио се истраживањем малигних тумора. На четвртој години медицинског факултета, промовисао је идеју о раку као облику еволутивне регресије на ћелијском нивоу и предложио да се он може супротставити селективном употребом вируса. Његово истраживање је пропраћено у српским медијима и објављено у облику књиге 1997. године. Када су амерички истраживачи објавили сличне налазе 2005. године, неки су сугерисали могућност директног утицаја.

## Политичка каријера

### Представник СПО-а, градоначелник и представник СДПО-а
Јовић је први пут ушао у Народну скупштину Србије након парламентарних избора 1997, на којима је добио водећу позицију на изборној листи СПО-а за општину Краљево. Странка је освојила два мандата у тој дивизији, а он је проглашен изабраним. Социјалистичка партија Србије и њени савезници победили су на изборима, СПО је био у опозицији.
Јовић је у овом периоду обављао функцију председника Скупштине општине Краљево. Године 1998, помогао је успостављању годишњег догађаја Краљевдан као прославе краљевске историје града. Позвао је друге српске градове да приме више избеглица са Косова следеће године, након што су ресурси Краљева били исцрпљени због великог броја избеглица које су се сливале у град.
Политички систем Србије је реформисан за парламентарне изборе 2000, прве одржане након пада администрације Слободана Милошевића. Читава земља је постала јединствена изборна јединица, а мандати су додељивани странкама уместо појединачним кандидатима, што је резултирало тиме да су успешне странке често расподељивале своје мандате кандидатима на својим изборним листама ван нумеричког редоследа. СПО је кандидовао сопствену листу уместо да се придружи широкој коалицији под називом Демократска опозиција Србије (ДОС), коју је чинило неколико странака које су се противиле Милошевићевој власти. Ово се показало као стратешка грешка; ДОС је однео убедљиву победу, док СПО није добио довољан број гласова да пређе изборни цензус за освајање места у скупштини. Јовић, који је био на листи СПО-а, доживео је привремени крај своје посланичке каријере.
Јовић је постао градоначелник Краљева на директним изборима 2003. године, победивши кандидата Демократске странке Србије у другом кругу. Као градоначелник, надгледао је поступке приватизације Магнохрома, водеће индустријске фирме у граду. Поднео је оставку 2005. године уместо да брани свој став на референдуму о опозиву који је покренула Српска радикална странка; Јовић је тврдио да не жели да брани свој став на рачун пореских обвезника. Касније је оспорио законитост поступка опозива.
СПО је учествовао на парламентарним изборима 2003. у савезу са Новом Србијом. Јовић је освојио десето место на збирној листи и изабран је за делегата СПО-а након што је листа освојила двадесет два мандата. Заузео је своје место када се скупштина састала 2004. године. СПО је био део коалиционе владе Војислава Коштунице у овом периоду, а Јовић је био део парламентарне већине у влади.
СПО је доживео озбиљан раскол 2005. године, а неколико његових чланова, укључујући Јовића, придружило се отцепљеном Српском демократском покрету обнове. Странка је учествовала на парламентарним изборима 2007. као млађи партнер на коалиционој листи коју су предводиле Демократска странка Србије и Нова Србија; Јовић је освојио деведесет седмо место на листи. Коалиција је освојила четрдесет седам места, а Јовић је био један од два кандидата СДПО-а којима је додељен нови мандат. Странка је пружила подршку влади Војислава Коштунице, а Јовић је поново био део парламентарне већине у влади. СДПО није учествовао на изборима 2008.

### Представник СНС-а
СДПО је престао да постоји 2010. године. Јовић се касније придружио Српској напредној странци.
Изборни систем у Србији је реформисан 2011. године, тако да су посланички мандати додељивани по нумеричком редоследу кандидатима на успешним листама. Јовић је добио осамдесет друго место на листи Александар Вучић — Будућност у коју верујемо, коју је спровела Напредна странка на парламентарним изборима 2014. и вратио се у скупштину када је листа освојила већину са 158 од 250 мандата. На изборима 2016, пао је на 136. место на листи наследника Александра Вучића – Србија побеђује. Коалиција предвођена напредњацима освојила је другу узастопну већину са 131 мандатом; Јовић није одмах поново изабран, али је поново могао да преузме своје место 6. октобра 2016. године, након оставке других чланова Напредне странке који су били даље на листи.